# أبو البراء الأزدي
أبو البراء شرم الأزدي المعروف أيضًا باسم محمد عبد الله، هو ناشط يمني، وعضو في تنظيم الدولة الإسلامية. وذُكِر أنه انضم إلى تنظيم الدولة الإسلامية في سوريا كواعظ ديني، واشتهر اسمه في منتصف نوفمبر 2014 عندما عينه أبو بكر البغدادي أميرًا على مدينة درنة في ليبيا، وبعد وقت قصير سيطر تنظيم الدولة الإسلامية على المدينة وقام إعلان ولاية برقة، وأصبح هو أيضًا القاضي الشرعي للمدينة.

## الهوامش